# 卡佩勒河
卡佩勒河（英語：Qu'Appelle River，发音为/kəˈpɛl/）是一条加拿大河流，由萨斯喀彻温省南部的迪芬贝克湖流向曼尼托巴省汇合阿希尼伯恩河。由于卡佩勒河大坝和加德纳大坝的建造，使上流的水流量明显增加。